# Heinrich Cohen
Heinrich Cohen (* 31. März 1869 in München; † 18. Mai 1940 ebenda) war ein deutscher Textilhändler. Er führte ein ab 1821 als bayerischer Hoflieferant anerkanntes Unternehmen im Zentrum von München. Cohen war jüdischen Glaubens.

## Leben
Heinrich Cohen wurde als Sohn von David Ignaz Cohen (* 22. August 1838; † 18. Februar 1883) und Maria Haimann (* 8. April 1847; † 1922) geboren und war der Urenkel von Amschel Benjamin Cohen in Wallerstein, dessen weiterer Sohn Aron Benjamin Cohen Mitte 1850 mit seinem Unternehmen nach München expandierte.
Heinrich Cohen war in erster Ehe mit Lili Marie Obermeier (* 1879; † 18. August 1913) verheiratet und heiratete nach deren Tod 1928 seine Haushälterin Maria Krämer (1889–1934). Aus der ersten Ehe entstammen die Söhne Ludwig Max (1905–1924) und Fritz Ignaz (* 31. März 1903; † 1940). Fritz Ignaz Cohen wurde am 30. Juni 1940 in das Isar-Amper-Klinikum München-Ost, das unter der Leitung von Hermann Pfannmüller stand, eingeliefert und am 20. September 1940 nach Schloss Hartheim deportiert und im Rahmen des Euthanasie-Programms ermordet.
Am 18. Mai 1940 verstarb Heinrich Cohen im Münchner Josephinum.

## Unternehmen
Heinrich Cohen erwarb in zeitlichen Abständen die Gebäude Löwengrube 23 und Windenmacherstraße 4, die unmittelbar neben Lodenfrey lagen.
1898 bezog er das auf den Grundstücken neu errichtete Geschäftsgebäude.

## Arisierung
Im Rahmen der Arisierung übernahm die eigens zu diesem Zweck gegründete Herbert Stiehler KG 1937 die Firma Heinrich Cohen für 290.000 RM.
Die Herbert Stiehler KG war mit einem Grundkapital von 200.000 RM ausgestattet, wobei die Gesellschafter des Modehauses Lodenfrey – über die Familie – mehrheitlich am Grundkapital beteiligt waren.